# 세가 린드버그
세가 린드버그(LINDBERGH)는 세가가 2005년 9월 발표한 아케이드 게임 기판이다.
린드버그는 일반적인 PC형태로 펜티엄 4 CPU, 엔비디아 지포스 그래픽 카드와 리눅스 운영체제를 사용하며 게임은 DVD로 공급되어 하드디스크에 설치하는 방식으로 운영된다. 또 High Spec이라는 자체 프로텍션을 사용해 불법복제를 방지한다.
기판 케이스 색에 따라 몇가지 다른 사양이 있는데 노란색의 일반 시스템과 셀러론 CPU를 사용한 저가형 린드버그 레드, 그래픽 카드를 지포스 6800에서 7900으로 변경한 린드버그 블루가 있다.

## 사양
- CPU : 인텔 펜티엄 4 3.0GHz, 1MB L2 캐시, 800MHz FSB, 하이퍼 쓰레딩
- RAM : 184핀 DDR SDRAM PC3200 512MB*2(듀얼)
- GPU : 엔비디아 지포스 6800 AGP, 256비트 GDDR3 256MB, 버텍스 + 픽셀 셰이더 3.0
- 사운드 : 5.1 채널, 64 사운드, SP-DIF
- LAN : 온 보드, 10/100/1000 BASE-TX
- I/O : 시리얼 2포트 (232C, 422 지원), USB 4포트, JVS 입출력 단자
- 기타 : HDTV 지원, DVD 드라이브 지원, 세가 ALL.NET 온라인 지원
- 운영체제 : 리눅스
- 프로텍션 : High Spec 보안 모듈

비용 절감을 위해 일반 좌석형 기기의 LCD 모니터는 HD화면이 아니다.

## 게임

### 린드버그
- 에프터 버너 클라이맥스 — (2006)
- 고스트 스쿼드 에볼루션 — (2007)
- 이니셜 D 아케이드 스테이지 4 — (2006)
- 이니셜 D 아케이드 스테이지 4 리미티드 — (2007)
- 이니셜 D 아케이드 스테이지 5 — (2009)
- 렛츠 고 정글!: 로스트 온 더 아일랜드 오브 스파이스 — (2006)
- 렛츠 고 정글! 스페셜: 로스트 온 더 아일랜드 오브 스파이스 — (2007)
- 아웃런 2 SP SDX — (2007)
- 세가 네트워크 카지노 클럽 — (2007)
- 세가 레이스 TV — (2007)
- 더 하우스 오브 데드 4 — (2005)
- 더 하우스 오브 데드 4 스페셜 — (2006)
- 버추어 파이터 5 — (2006)
- 버추어 파이터 5 Ver.B — (2007)
- 버추어 파이터 5 Ver.C — (2007)
- 버추어 파이터 5 Ver.D — (2008)
- 파워 스메시 3: 세가 프로페셔널 테니스 — (2006)
- 사이파이 — (2006) 발매 취소

### 린드버그 레드
- 2 스파이시 — (2007)

### 린드버그 블루
- 데르비 오너스 클럽 2008 — (2007)
- 마작 MJ4 — (2008)
- 퀘스트 오브 D VS — (2008)